# Федосьино (Волоколамский район)
Федосьино — деревня в Волоколамском районе Московской области России. Входит в состав сельского поселения Осташёвское. Население — 0 чел. (2010).

## География
Деревня Федосьино расположена на западе Московской области, в юго-западной части Волоколамского района, на левом берегу реки Исконы (бассейн Москвы), примерно в 26 км к юго-западу от города Волоколамска.
На территории зарегистрировано 8 садовых товариществ. Ближайшие населённые пункты — село Болычево и деревня Княжево. Связана автобусным сообщением с районным центром и селом Карачарово.

## Население
| 1852 | 1859 | 1926 | 2002 | 2006 | 2010 |
| ---- | ---- | ---- | ---- | ---- | ---- |
| 207  | ↘196 | ↘147 | ↘117 | ↘106 | ↘0   |

## История
В «Списке населённых мест» 1862 года Федосьино — владельческая деревня 2-го стана Можайского уезда Московской губернии по левую сторону торгово-просёлочного Гжатского тракта, в 37 верстах от уездного города, при реке Исконе, с 27 дворами и 196 жителями (93 мужчины, 103 женщины).
По данным 1890 года входила в состав Карачаровской волости Можайского уезда, число душ мужского пола составляло 93 человека.
В 1913 году — 34 двора и овощная лавка.
По материалам Всесоюзной переписи 1926 года — деревня Бабошинского сельсовета Карачаровской волости Можайского уезда, проживало 147 жителей (51 мужчина, 96 женщин), насчитывалось 38 крестьянских хозяйств.
С 1929 года — населённый пункт в составе Можайского района Московского округа Московской области. Постановлением ЦИК и СНК от 23 июля 1930 года округа как административно-территориальные единицы были ликвидированы.
1929—1939 гг. — деревня Хатанковского сельсовета Можайского района.
1939—1951 гг. — деревня Хатанковского сельсовета Осташёвского района.
1951—1954 гг. — деревня Княжевского сельсовета Осташёвского района.
1954—1957 гг. — деревня Тереховского сельсовета Осташёвского района.
1957—1963 гг. — деревня Тереховского сельсовета Волоколамского района.
1963—1965 гг. — деревня Тереховского сельсовета Волоколамского укрупнённого сельского района.
1965—1973 гг. — деревня Тереховского сельсовета Волоколамского района.
1973—1994 гг. — деревня Осташёвского сельсовета Волоколамского района.
В 1994 году Московской областной думой было утверждено положение о местном самоуправлении в Московской области, сельские советы как административно-территориальные единицы были преобразованы в сельские округа.
1994—2006 гг. — деревня Осташёвского сельского округа Волоколамского района.
С 2006 года — деревня сельского поселения Осташёвское Волоколамского муниципального района Московской области.

## Туризм
В деревне расположен санаторий-профилакторий «Федосьино» ВВ МВД России.